# Tekačevo
Tekačevo je naselje v Občini Rogaška Slatina.
Javnosti je postalo znano predvsem po nikoli razrešenem štirikratnem umoru, ki se je zgodil 4. marca 1997 in velja za najhujši umor v zgodovini samostojne Slovenije.